# Septmonts
Septmonts (prononcé « Sémon ») est une commune française située dans le département de l'Aisne, en région culturelle et historique de Picardie, administrative Hauts-de-France. Principalement connue pour son donjon, son festival, le village est régulièrement classé comme des plus jolies de France.
Victor Hugo décrit ce village comme "A deux lieues de Soissons, dans une charmante vallée… il y a un admirable châtelet du 15e siècle encore parfaitement habitable. Cela s'appelle Septmonts…".

## Géographie
Septmonts est située à 5 km de Soissons près de la RN 2, qui permet de rejoindre Paris en moins d'une heure et à moins de 4 km de Belleu.
Le village est traversé par une rivière appelée la Crise.

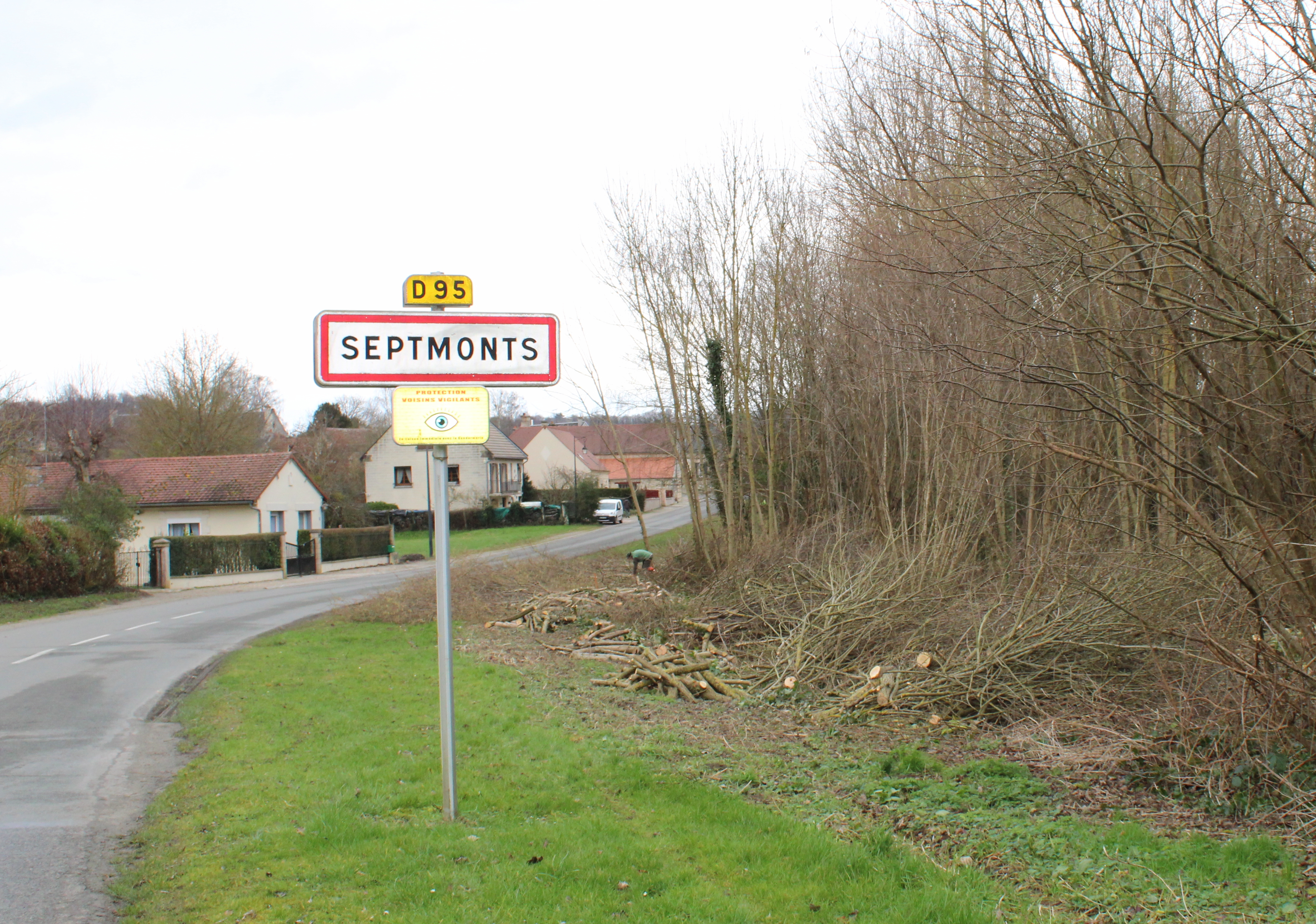
Entrée de la commune.

### Hydrographie
La commune est située dans le bassin Seine-Normandie. Elle est drainée par la Crise, le cours d'eau 01 des Beauvals, divers bras de la Crise,,.
La Crise, d'une longueur de 26 km, prend sa source dans la commune de Arcy-Sainte-Restitue et se jette  dans l'Aisne à Soissons, après avoir traversé huit communes.

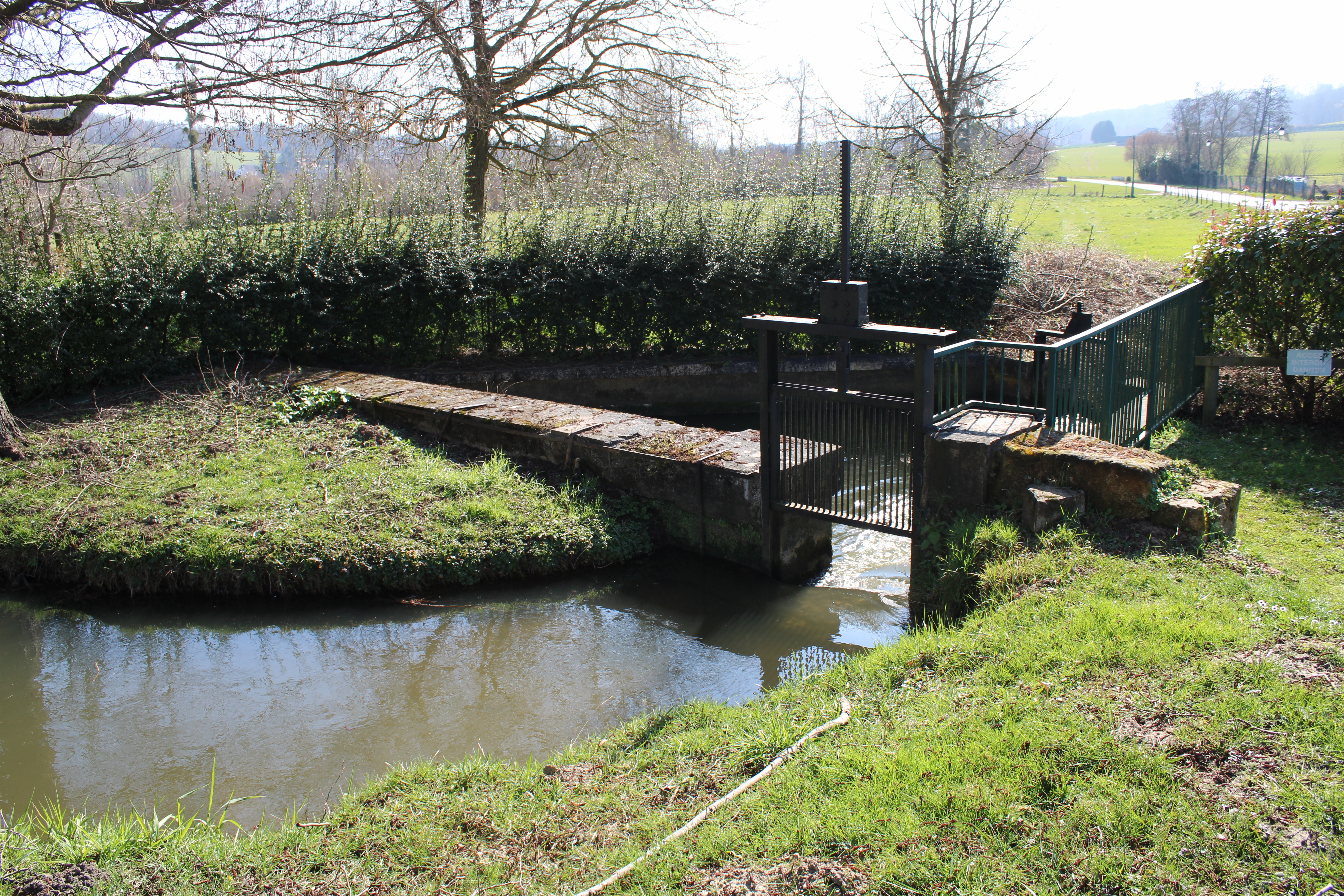
Vestiges de l'ancien moulin sur La Crise.
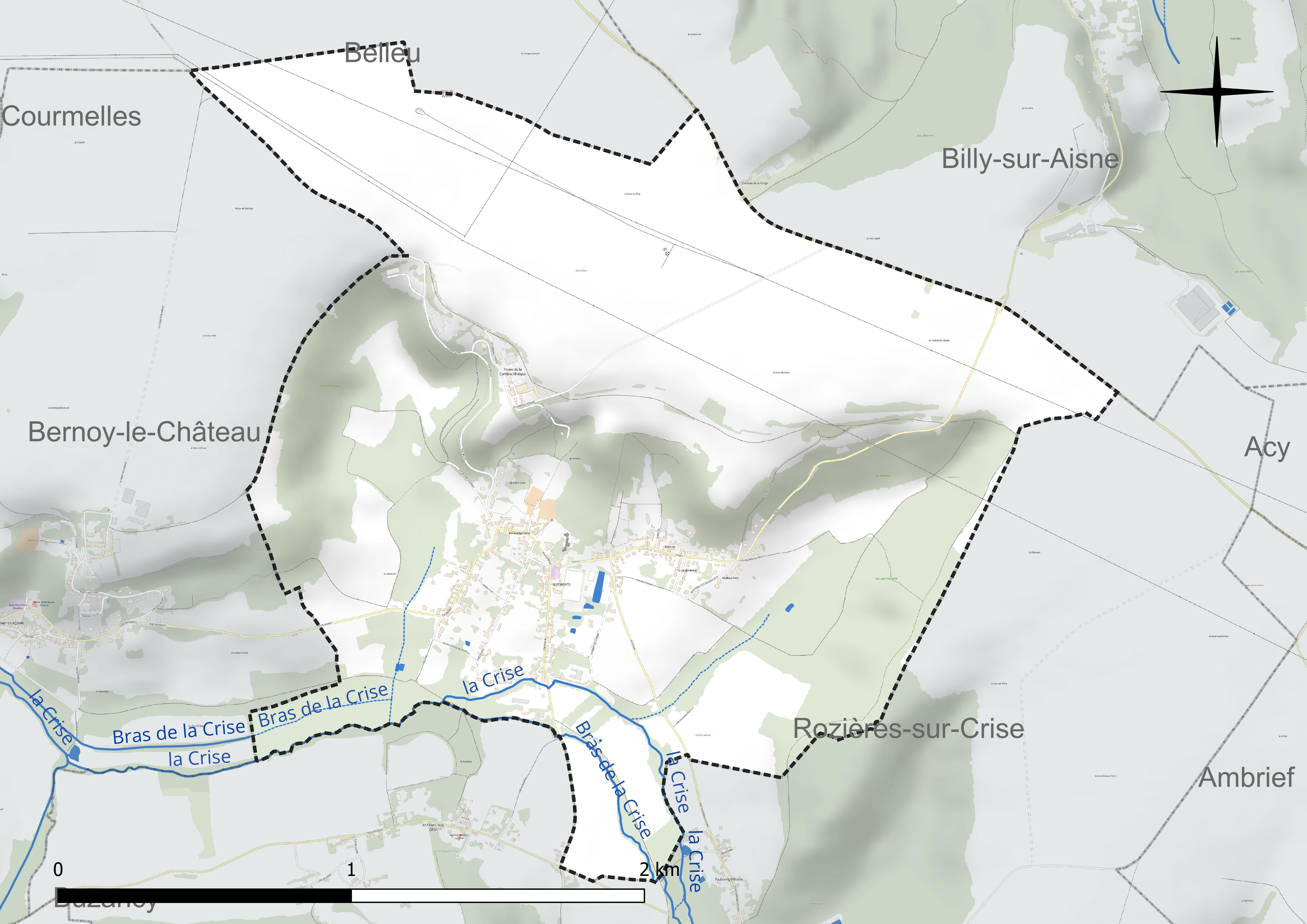
Réseau hydrographique de Septmonts.

### Climat
Pour des articles plus généraux, voir Climat des Hauts-de-France et Climat de l'Aisne.
En 2010, le climat de la commune est de type climat océanique dégradé des plaines du Centre et du Nord, selon une étude du CNRS s'appuyant sur une série de données couvrant la période 1971-2000. En 2020, Météo-France publie une typologie des climats de la France métropolitaine dans laquelle la commune est exposée à un climat océanique altéré et est dans la région climatique Nord-est du bassin Parisien, caractérisée par un ensoleillement médiocre, une pluviométrie moyenne régulièrement répartie au cours de l'année et un hiver froid (3 °C).
Pour la période 1971-2000, la température annuelle moyenne est de 10,4 °C, avec une amplitude thermique annuelle de 15,5 °C. Le cumul annuel moyen de précipitations est de 755 mm, avec 12,3 jours de précipitations en janvier et 8,6 jours en juillet. Pour la période 1991-2020, la température moyenne annuelle observée sur la station météorologique la plus proche, située sur la commune de Braine à 13 km à vol d'oiseau, est de 11,3 °C et le cumul annuel moyen de précipitations est de 662,7 mm,. Pour l'avenir, les paramètres climatiques de la commune estimés pour 2050 selon différents scénarios d'émission de gaz à effet de serre sont consultables sur un site dédié publié par Météo-France en novembre 2022.

## Urbanisme

### Typologie
Au 1er janvier 2024, Septmonts est catégorisée commune rurale à habitat dispersé, selon la nouvelle grille communale de densité à 7 niveaux définie par l'Insee en 2022.
Elle est située hors unité urbaine. Par ailleurs, la commune fait partie de l'aire d'attraction de Soissons, dont elle est une commune de la couronne,. Cette aire, qui regroupe 92 communes, est catégorisée dans les aires de 50 000 à moins de 200 000 habitants,.

### Occupation des sols
L'occupation des sols de la commune, telle qu'elle ressort de la base de données européenne d'occupation biophysique des sols Corine Land Cover (CLC), est marquée par l'importance des territoires agricoles (59,3 % en 2018), une proportion sensiblement équivalente à celle de 1990 (59,5 %). La répartition détaillée en 2018 est la suivante : 
terres arables (52,5 %), forêts (29,5 %), zones urbanisées (11,2 %), zones agricoles hétérogènes (6,8 %).
L'évolution de l'occupation des sols de la commune et de ses infrastructures peut être observée sur les différentes représentations cartographiques du territoire : la carte de Cassini (XVIIIe siècle), la carte d'état-major (1820-1866) et les cartes ou photos aériennes de l'IGN pour la période actuelle (1950 à aujourd'hui).

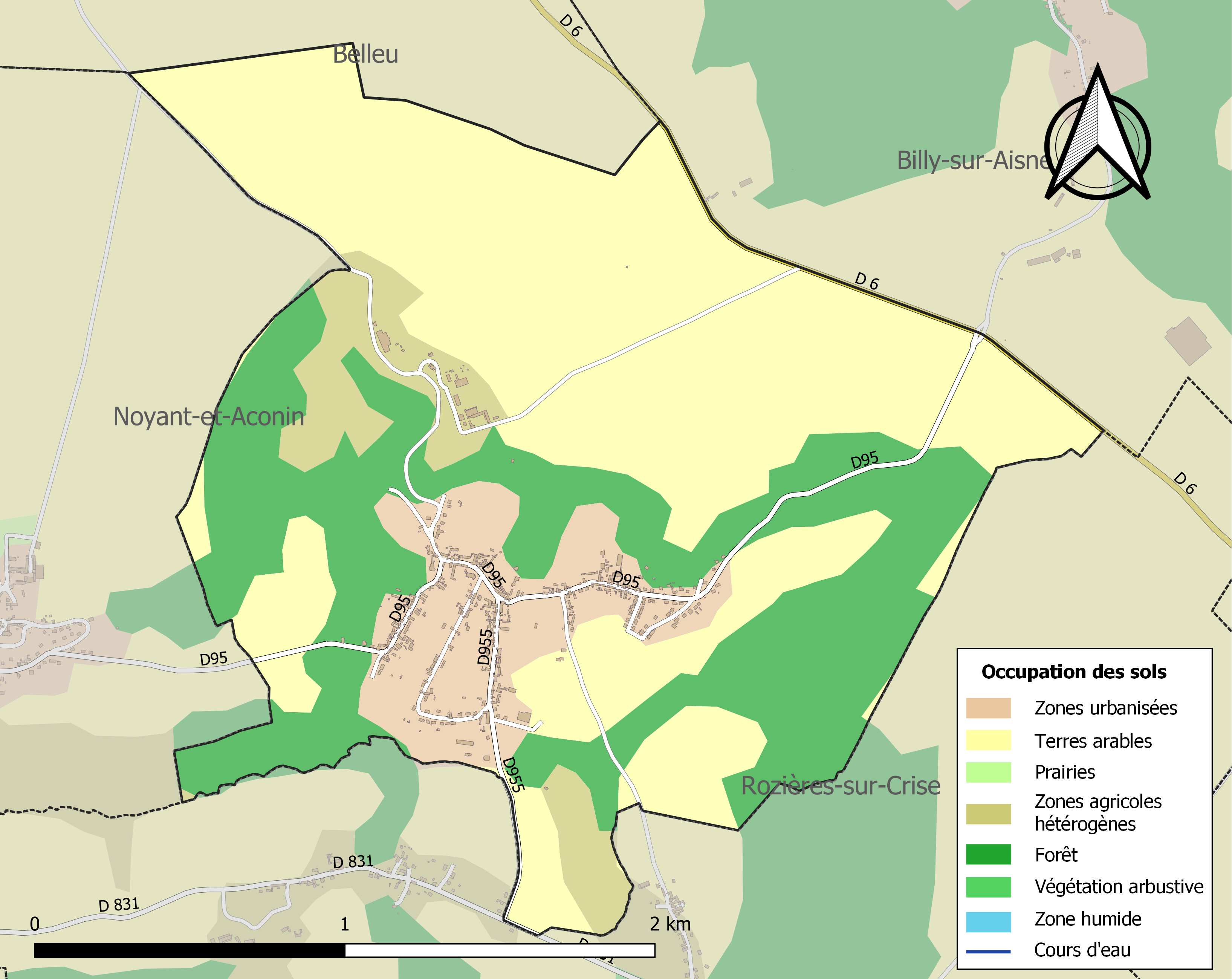
Carte de l'occupation des sols de la commune en 2018 (CLC).

## Toponymie
Le village est cité pour la première fois en 1203 sous le nom latin de Mons-de-septen-montibus  dans un cartulaire de l'Hôtel-Dieu de Soissons. Le nom évoluera de nombreuses fois en fonction des différents transcripteurs :   Septmonz, Setmonz, Sepmons, Sepmond en 1600, Septmons sur la Carte de Cassini au XVIIIe siècle, et enfin la dénomination actuelle  Septmonts au XIXe siècle.
De l'oïl numéral sept et pluriel de mont.
L'actuel nom Septmonts est issu du latin Septum Montes signifiant : « Sept montagnes ».

Selon une légende locale transmise par tradition orale, le village tiendrait son nom du pape Jean VIII. Celui-ci, lors de son passage, aurait constaté que le village, à l'instar de Rome, était entouré de sept collines, d'où le nom de Septmonts (sept monts).

## Histoire

### Carte de Cassini
|  |  |  |

La carte de Cassini ci-dessus montre qu'au XVIIIe siècle, Septmonts qui s'écrivait Septmons, est une Paroisse située sur la rive droite de la rivière la Crise.
Un moulin à eau est symbolisé par une roue dentée sur cette rivière.
Le château est représenté à côté de l'église.
Au nord, la ferme La Carrièrre l'Évêque est représentée. Son existence est très ancienne puisque son nom apparaît en 1354 sous l'appellation latine de Quarriré-desseure-Septmons, puis Maison de la Carrière et Carrière-Levesque en 1669. Elle a été inscrite aux Monuments historiques en 1928. C'est aujourd'hui un gîte rural.
La commune de Septmonts a été créée chef-lieu de canton en 1793. En 1801, elle perdit ce statut pour appartenir au canton de Soissons, puis en 1973 à celui de Soissons-Sud.
Le 1er août 1835, Victor Hugo, en voyage, écrivait :
« À deux lieux de Soissons ... dans une charmante vallée ... il y a un admirable châtelet du XIVe siècle ... ancienne demeure des évêques de Soissons. »

## Politique et administration

### Découpage territorial
La commune de Septmonts est membre de l'intercommunalité GrandSoissons Agglomération, un établissement public de coopération intercommunale (EPCI) à fiscalité propre créé le 29 décembre 1999 dont le siège est à Cuffies. Ce dernier est par ailleurs membre d'autres groupements intercommunaux.
Sur le plan administratif, elle est rattachée à l'arrondissement de Soissons, au département de l'Aisne et à la région Hauts-de-France. Sur le plan électoral, elle dépend du  canton de Soissons-2 pour l'élection des conseillers départementaux, depuis le redécoupage cantonal de 2014 entré en vigueur en 2015, et de la quatrième circonscription de l'Aisne  pour les élections législatives, depuis le dernier découpage électoral de 2010.

### Administration municipale

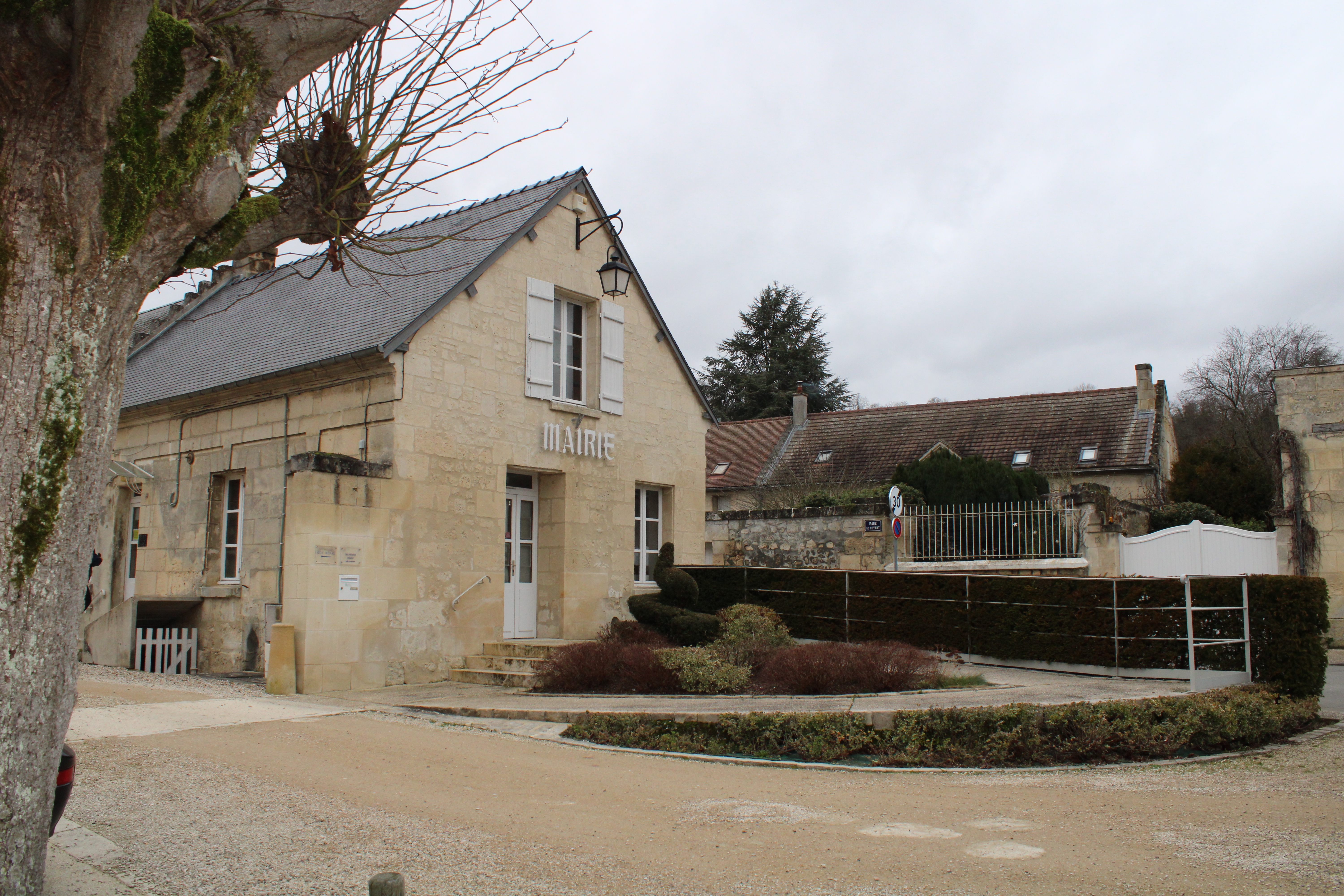
La mairie.

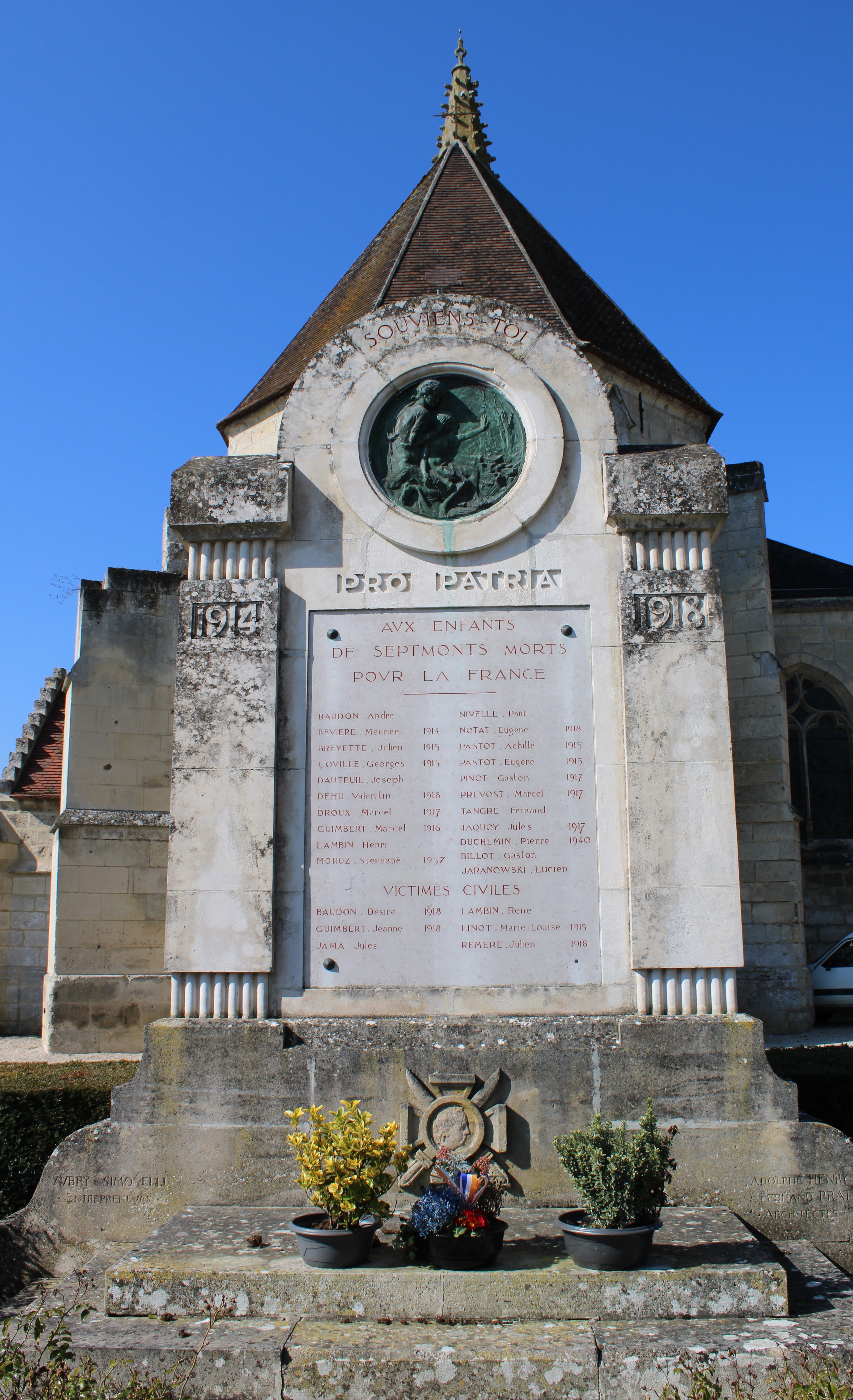
Le monument aux morts.

| Période                                  | Période                   | Identité         | Étiquette | Qualité                         |
| ---------------------------------------- | ------------------------- | ---------------- | --------- | ------------------------------- |
| Les données manquantes sont à compléter. |                           |                  |           |                                 |
|                                          |                           | M. Langinier     |           |                                 |
|                                          |                           |                  |           |                                 |
|                                          | 1977                      | Léon Drivière    |           |                                 |
| 1977                                     | 1995                      | Alain Charmaille |           | Cadre de direction CPAM         |
| 1995                                     | 2008                      | Jean-Marie Carré | DVG       | Entrepreneur                    |
| 2008                                     | mars 2014                 | Michel Douay     |           |                                 |
| mars 2014                                | mai 2020                  | Danielle Lejeune | SE        | Professeur des écoles retraitée |
| mai 2020                                 | En cours (au 6 juin 2020) | Franck Bobin     |           |                                 |

## Démographie
L'évolution du nombre d'habitants est connue à travers les recensements de la population effectués dans la commune depuis 1793. Pour les communes de moins de 10 000 habitants, une enquête de recensement portant sur toute la population est réalisée tous les cinq ans, les populations de référence des années intermédiaires étant quant à elles estimées par interpolation ou extrapolation. Pour la commune, le premier recensement exhaustif entrant dans le cadre du nouveau dispositif a été réalisé en 2004.

En 2022, la commune comptait 571 habitants, en évolution de +2,51 % par rapport à 2016 (Aisne : −1,97 %, France hors Mayotte : +2,11 %).
| 1793 | 1800 | 1806 | 1821 | 1831 | 1836 | 1841 | 1846 | 1851 |
| ---- | ---- | ---- | ---- | ---- | ---- | ---- | ---- | ---- |
| 324  | 408  | 286  | 361  | 428  | 438  | 452  | 450  | 442  |

| 1856 | 1861 | 1866 | 1872 | 1876 | 1881 | 1886 | 1891 | 1896 |
| ---- | ---- | ---- | ---- | ---- | ---- | ---- | ---- | ---- |
| 427  | 474  | 458  | 445  | 463  | 464  | 437  | 447  | 440  |

| 1901 | 1906 | 1911 | 1921 | 1926 | 1931 | 1936 | 1946 | 1954 |
| ---- | ---- | ---- | ---- | ---- | ---- | ---- | ---- | ---- |
| 432  | 458  | 412  | 376  | 425  | 432  | 439  | 441  | 466  |

| 1962 | 1968 | 1975 | 1982 | 1990 | 1999 | 2004 | 2006 | 2009 |
| ---- | ---- | ---- | ---- | ---- | ---- | ---- | ---- | ---- |
| 496  | 532  | 542  | 516  | 515  | 501  | 529  | 532  | 576  |

| 2014 | 2019 | 2022 | - | - | - | - | - | - |
| ---- | ---- | ---- | - | - | - | - | - | - |
| 563  | 566  | 571  | - | - | - | - | - | - |

## Lieux et monuments

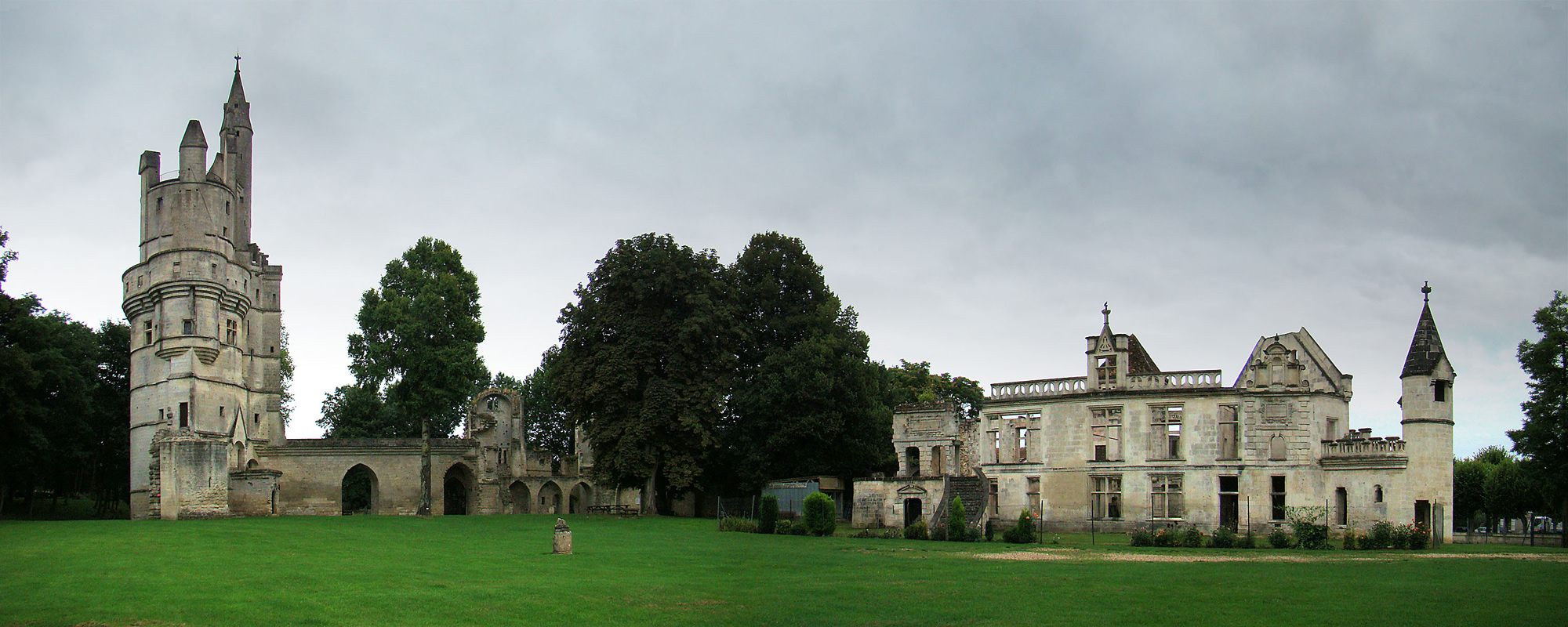
Donjon, palais des évêques et parc.

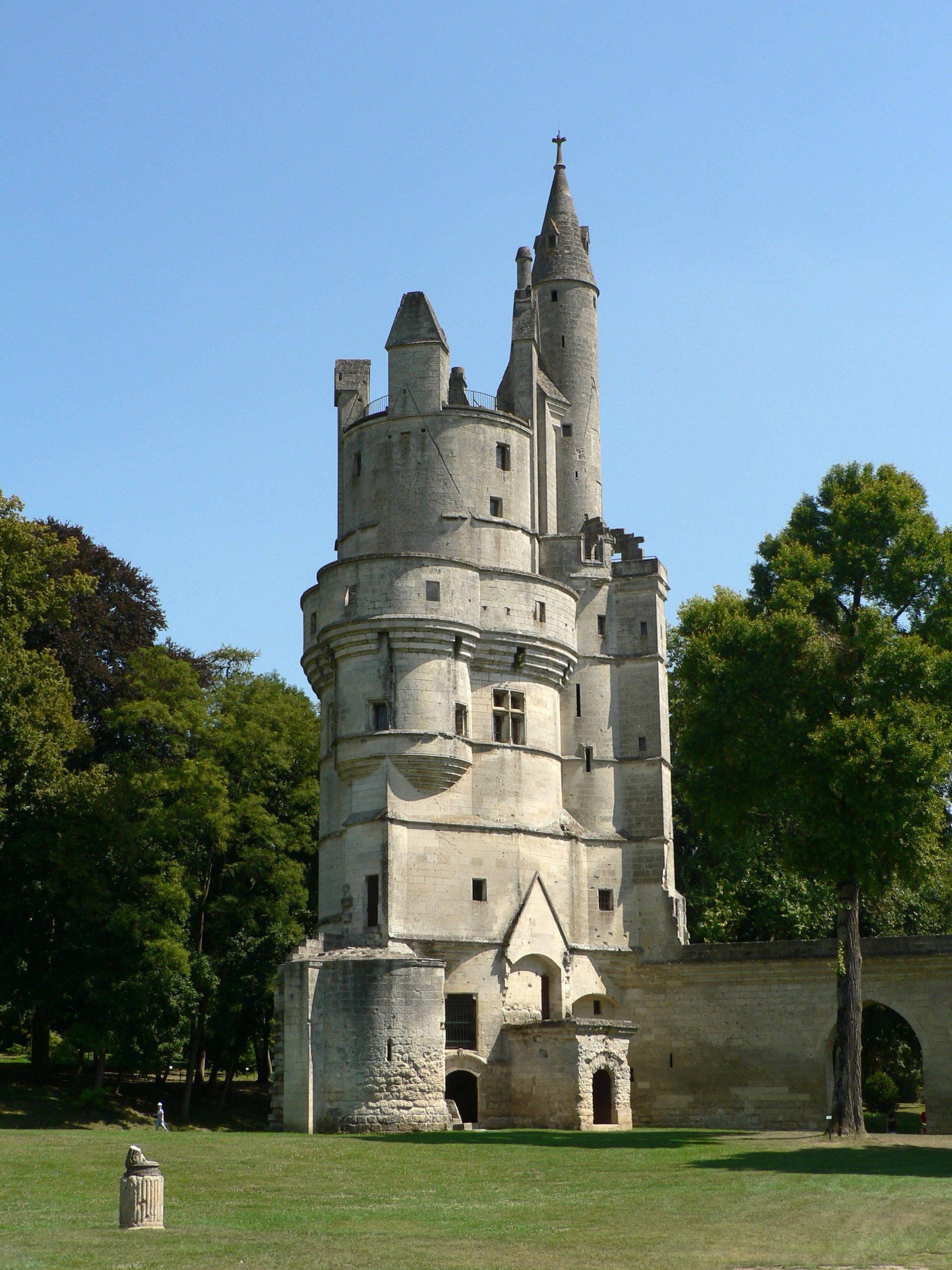
Le donjon aperçu depuis l'entrée du parc.

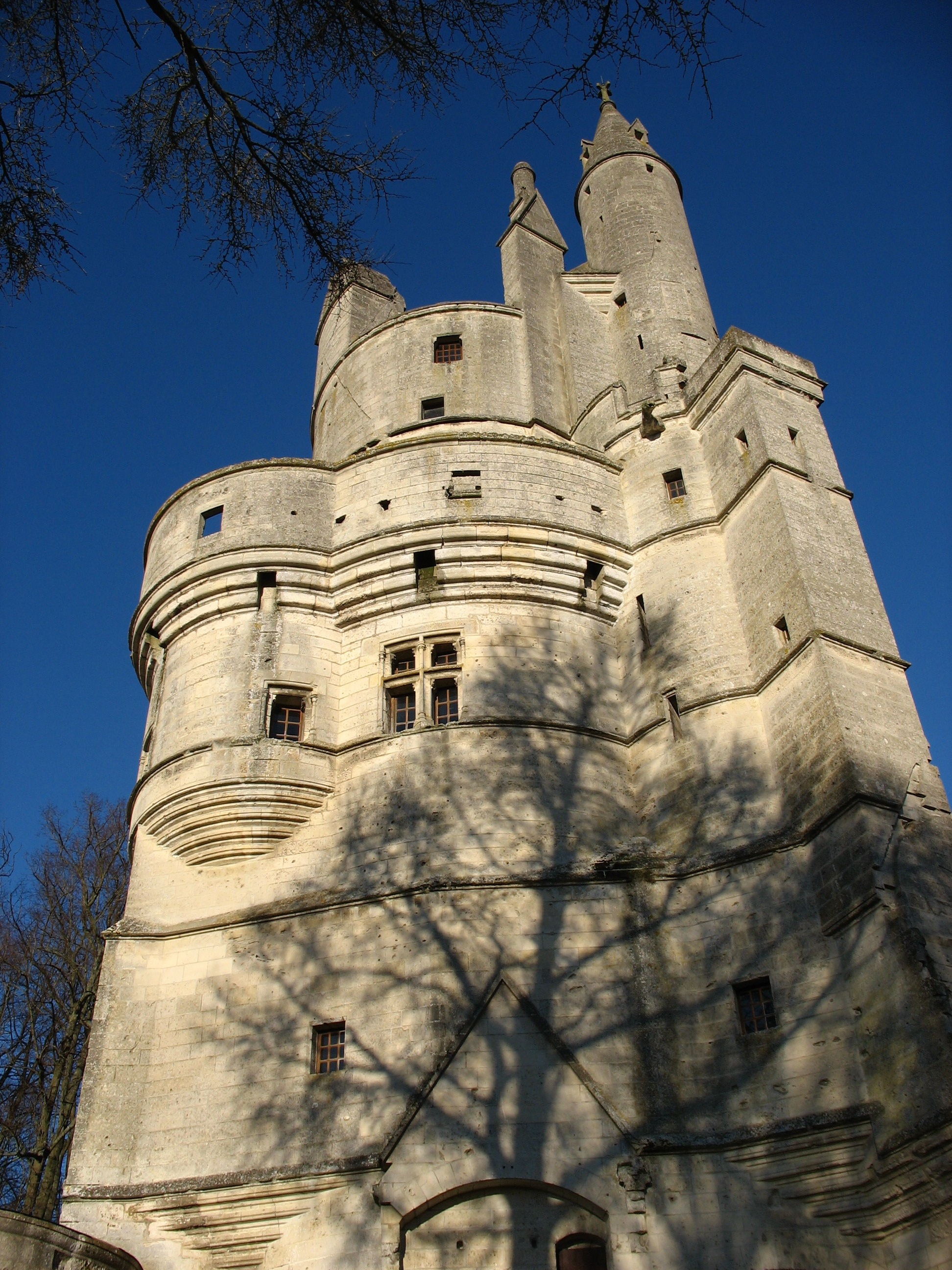
Au pied du donjon.

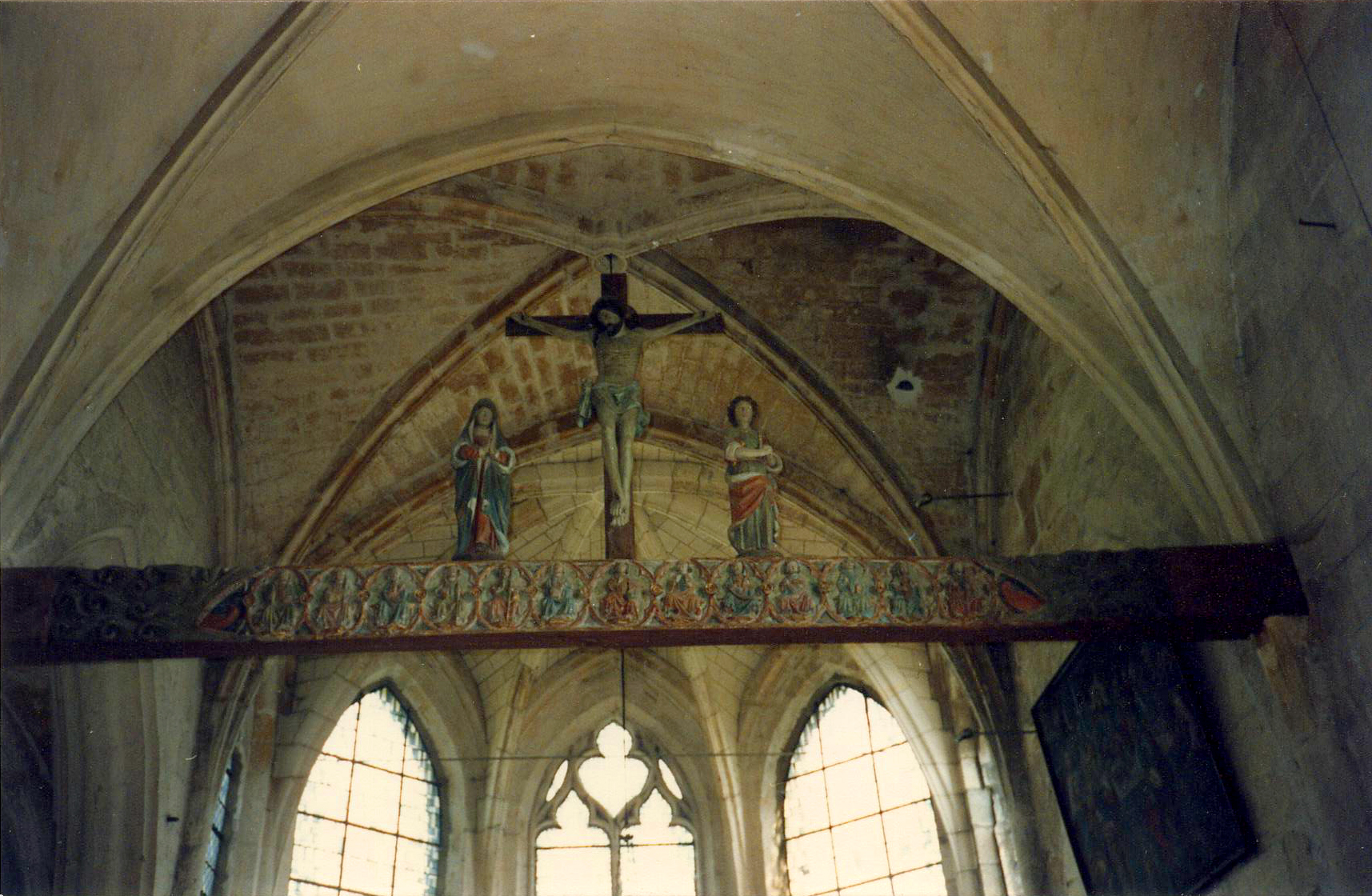
La poutre de gloire de l'église.

Le château de Septmonts, situé au nord-est du bourg, classé monument historique, a été acquis par la commune en 1978, sous le mandat du maire d'alors, Alain Charmaille, et sa restauration se poursuit aujourd'hui. Jadis ancienne résidence épiscopale en été, il est situé dans un parc donnant sur la place principale, en face de l'église et de la mairie. Son donjon cylindrique dressé vers 1400 par les évêques de Soissons (45 mètres de haut) flanqué d'une tourelle surmontée d'une haute guette reste intact et son accès est libre. Il a été représenté par le dessinateur Jean-Pierre-Léopold Baraquin (œuvre conservée au musée de Soissons). Les autres parties du domaine et des bâtiments ont davantage souffert, principalement l'ancienne chapelle et la tour carrée. Pourtant, il reste des douves au nord-est (mais leur réseau a partiellement été asséché) et des murailles, vestiges de l'enceinte. Le palais des évêques de style Renaissance, dont les pans de murs étaient restés debout, a fait l'objet d'une patiente restauration et a retrouvé une toiture en 2010. Au nord du parc, au-delà des douves, ont été aménagés un verger et un arboretum. Le château est ouvert tous les jours, du 2 mai au 30 septembre, mais seulement le week-end, le reste de l'année.
Le film Le Frisson des vampires y fut tourné en 1970 par le réalisateur Jean Rollin.
L'église Saint-André, classée monument historique, date du XVe siècle, de style flamboyant, avec un clocher à flèche de pierre à crochets. Elle possède une magnifique poutre de gloire polychrome, sculptée de médaillons représentant les douze apôtres. L'église est accolée au vieux cimetière.
La ferme de la Carrière-l'Évêque est classée monument historique.
La place principale présente une charrette qui semble être une vieille voiture-pompe de pompiers.
Le vieux cimetière a une croix, inscrite monument historique. Certaines tombes, près de l'église et témoignant d'un passé relativement récent, celles des soldats morts pour la France et des notables (notamment les anciens maires de la commune), valent une visite.

### Particularité architecturale

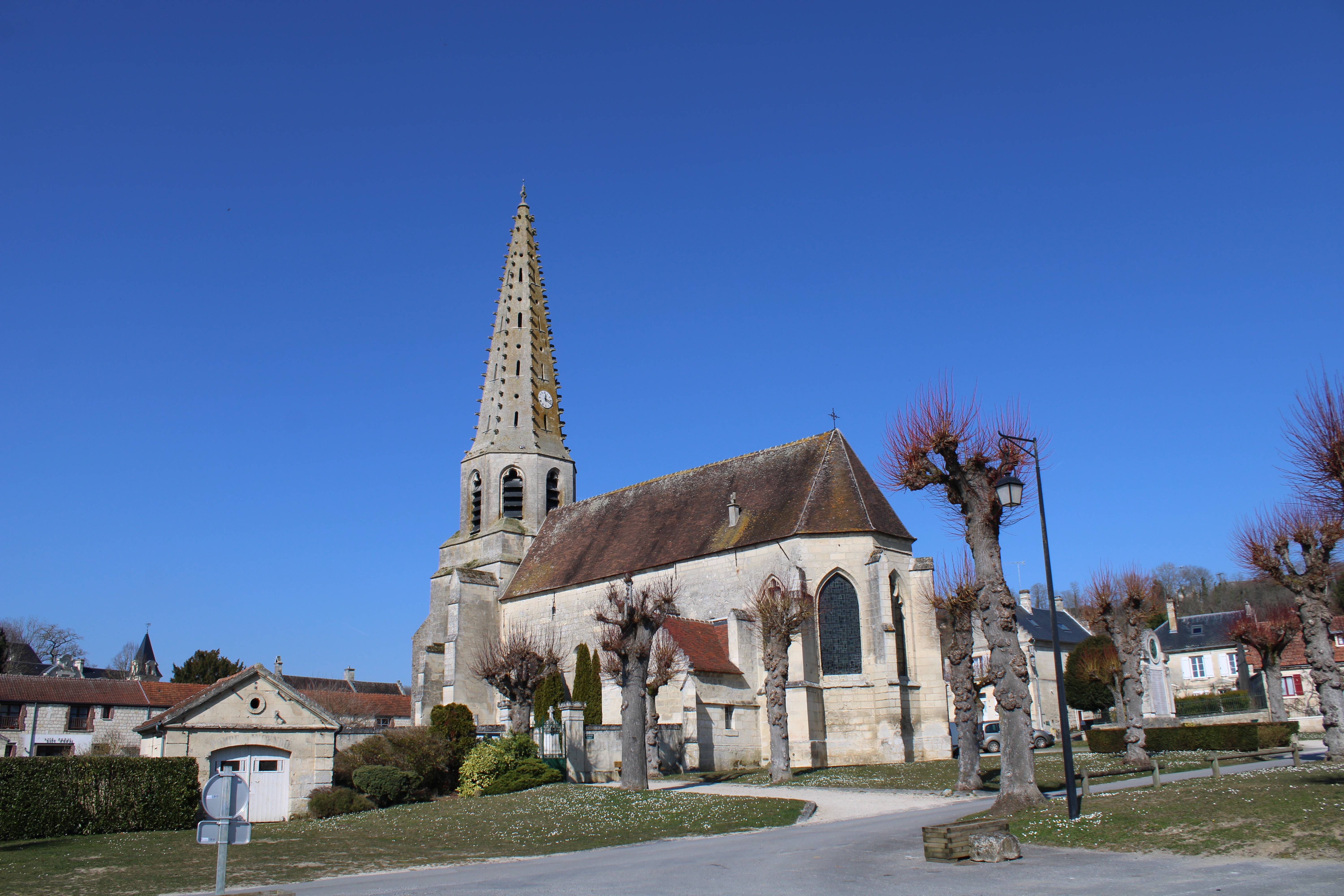
La place de l'église.

- De très nombreuses maisons anciennes du village présentent de charmants pignons à pas de moineaux ce qui est typique des maisons anciennes du Soissonnais.

## Activités associatives, culturelles, festives et sportives
Le festival Pic'arts était organisé dans le parc du château entre 1998 et 2023, au début de l'été.

## Personnalités liées à la commune
- Jacques-Edmond Leman, artiste peintre, fut propriétaire du château de 1864 à 1877.
- Antoinette Leininger (d) ancienne danseuse et actrice, devenue par son mariage baronne d'Ezpela, propriétaire du château, où elle est morte en 1929.
- René Lucot, réalisateur de cinéma et de télévision, décédé à Septmonts le 10 octobre 2003 et est inhumé au cimetière de la commune.
- Yoshiki Hayashi, le leader du groupe X Japan, est venu tourner quelques plans pour le vidéo-clip de la chanson Rose Of Pain dans le donjon en juillet 1989 ; c'est le réalisateur français Didier Deleskiewicz qui dirigea le tournage.
- Victor Hugo, qui a inscrit son nom et celui de sa maîtresse "Victor Hugo Juliette - 29 juillet 1835"[36].